# Parallellogram

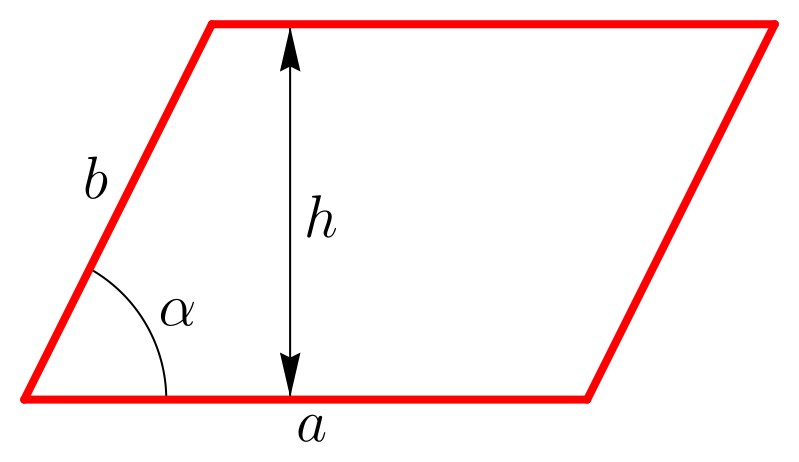
Parallellogram

Parallellogram är fyrhörniga, plana geometriska figurer vars motstående sidor är parallella. 
Parallellogram är ett specialfall av parallelltrapets. 
Arean av en parallellogram är lika med en sidas längd multiplicerat med det vinkelräta avståndet till motstående sida:
{\displaystyle Arean=a\,h=a\,b\,\sin \alpha \,}
I en parallellogram sammanfaller diagonalernas skärningspunkt med diagonalernas mittpunkter.
För en parallellogram gäller parallellogramlagen enligt vilken sambandet mellan sidor och diagonaler är
{\displaystyle \ 2a^{2}+2b^{2}=d_{1}^{2}+d_{2}^{2}}
där a och b är sidlängderna medan d1 och d2 är diagonalernas längder.

## Specialfall
Specialfall av parallellogrammer är kvadrater, rektanglar och romber. Parallellogrammer som varken är rektanglar eller romber kallas romboider.

## Genus
Ordet "parallellogram" har historiskt räknats som utrum ("en parallellogram"), men även neutrum förekommer ("ett parallellogram").